# Polier de Bottens
Polier de Bottens steht für
- eine Linie des Adelsgeschlechts Polier (Adelsgeschlecht)

und folgende Personen:
- Antoine-Noé de Polier de Bottens (1713–1783), Schweizer reformierter Theologe und Enzyklopädist
- Georges Polier de Bottens (1675–1759), Schweizer evangelischer Theologe und Hochschullehrer
- Elisabeth Jeanne Pauline Polier de Bottens, Geburtsname von Isabelle de Montolieu (1751–1832), Schweizer Übersetzerin